# Nie an mich geglaubt
Nie an mich geglaubt ist ein Lied aus dem Album Airmax Muzik II des deutschen Rappers Fler. Es wurde am 11. Februar 2011 über das Independent-Label Maskulin in Form eines Musikvideos und einer Single veröffentlicht.

## Inhalt
Inhaltlich lässt sich die Single dem Gangsta-Rap zuordnen. Fler wertet sich selbst stark auf („Er ist gut, du bist besser, doch ich bin der Beste“) und stilisiert sich als reich („Dollars hier, Euros da. Einfach so, aus dem nichts“).

## Anspielungen
Das Lied enthält einige Anspielungen. So spielt Fler am Anfang der ersten Strophe auf das Disneyland an („Ab dem Tag war mir klar, Disneyland auf wiedersehen“). Er erwähnt die Stadt New York („NYC? Mir egal“) und spielt auf die Filmfigur Frank White an. Die Zeile „Kack auf alles, Straßenrap, die Neue Deutsche Welle“ stellt eine Anspielung auf sein Debütalbum dar. Zudem erwähnt er die Musikrichtungen House und Techno („Er macht House, er macht Techno - für mich seid ihr kindisch“). Die Automarke Mercedes-Benz ist ebenfalls im Text zu hören („Ich glaub’ an mich selber - Benz, Benz, Benz“).

## Produktion
Das Original wurde von Gee Futuristic produziert. Die Produzenten Beatzarre und Djorkaeff steuerten einen Remix bei.

## Titelliste der Single
| # | Titel                                              | Gastmusiker | Produzent             | Länge |
| - | -------------------------------------------------- | ----------- | --------------------- | ----- |
| 1 | Nie an mich geglaubt                               |             | Gee Futuristic        | 4:01  |
| 2 | Nie an mich geglaubt (Instrumental)                |             | Gee Futuristic        | 4:01  |
| 3 | Nie an mich geglaubt (Beatzarre & Djorkaeff Remix) |             | Beatzarre & Djorkaeff | 3:49  |
| 4 | Nie an mich geglaubt (Maskulin Remix)              | Silla       | Gee Futuristic        | 4:01  |
| 5 | Nie an mich geglaubt (Musikvideo)                  |             |                       | 4:06  |

## Chartplatzierungen
In den deutschen Singlecharts erreichte die CD Platz 64. In Österreich konnte sie sich auf Position 73 platzieren. In beiden Ländern konnte sie sich eine Woche in den Charts halten.

## Musikvideo
Am 28. Januar 2011 erschien das Musikvideo zum Song Nie an mich geglaubt. Das Musikvideo wurde in New York gedreht. Es zeigt zudem Szenen auf einem Friedhof. Bis heute erreichte das Musikvideo weit über vier Millionen Aufrufe auf der Plattform YouTube.